# Sentence arbitrale de Torrellas
Pour les articles homonymes, voir Torrellas (homonymie).

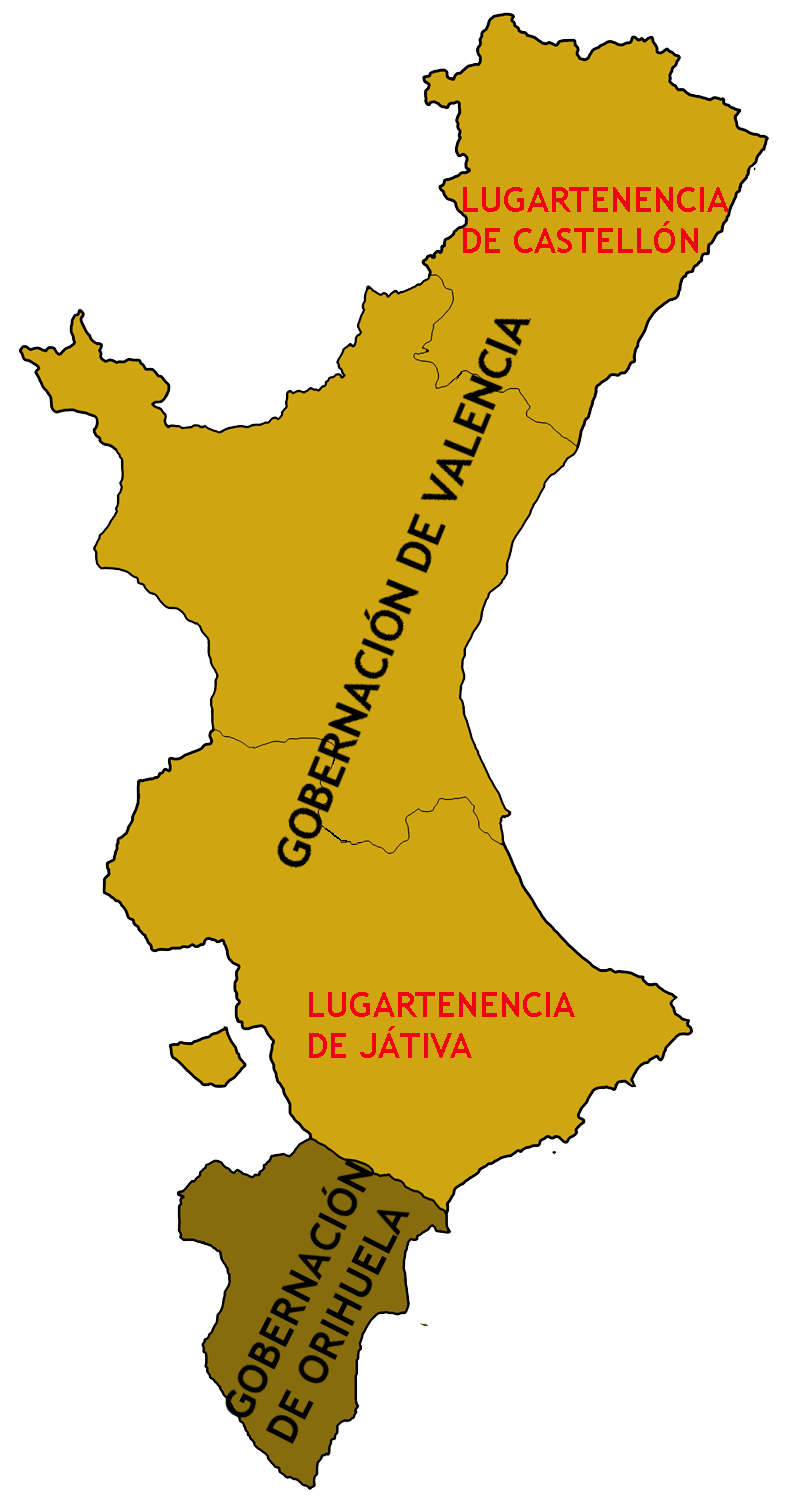
Division administrative du royaume de Valence à la suite de la sentence arbitrale de Torrellas et au traité d'Elche.

Le traité de Torrellas est un accord signé dans cette cité de la région de Saragosse après la conquête du royaume de Murcie, alors aux mains du royaume de Castille, par le roi de la couronne d'Aragon Jacques II d'Aragon.
En 1296 et 1300, Jacques II mène des opérations militaires de conquête en territoire de Murcie avec l'intention de se rendre maître de la zone comprise entre Elda au nord et Huércal-Overa au sud.
L'accord est signé en 1304 entre Jacques II et Ferdinand IV de Castille. Dans cet accord, on fixe de nouvelles frontières entre la couronne d'Aragon et le royaume de Castille. L'accord signifie la paix entre les deux rois, et la remise à la Castille de la majeure partie du royaume de Murcie, conquis antérieurement. Les cités de Orihuela, Elche, Caudete, Elda et Alicante, passent du royaume de Murcie au royaume de Valence. Ce traité est modifié l'année suivante par le traité d'Elche